# Арслан Герай (калга)
Арсла́н Гера́й (Гире́й) (крым. Arslan Geray, آرسلان كراى‎; ум. после 1783) — сераскир Едичкульской орды (1777, 1779), крымский калга (1782), сын царевича Ахмеда Герая, внук крымского хана Девлета II Герая, брат ханов Шахина Герая и Бахадыра II Герая.

## Биография
Весной 1774 года братья Бахадыр и Арслан с войском из абазин прибыли на помощь своему брату, кубанскому сераскиру Шахину Гераю в борьбе против крымского хана Девлета IV Герая.
Русское правительство, стремившееся посадить своего ставленника, калгу Шахина Герая, на ханский престол в Бахчисарае, вначале решило добиться его утверждения ханом в ногайских ордах в Закубанье, «а потому крымцы уже будут принуждены признать всеобщим ханом, и значит не будет разделения двух областей».
Во главе Едичкульской орды находился сераскир Арслан Герай. Несмотря на это, едичкульцы отказались провозгласить нового хана. В своём письме калге Шахину Гераю сераскир Арслан Герай писал, что "они отвечали: «Как так, мы издавна отвыкли служить усердно Правоверной империи и от сего впредь не престанем служить оной с такою же ревностью, в чем вновь утвердили себя клятвенным обещанием…».
В январе 1777 года при поддержке России буджацкие, едисанские и джембойлукские ногайцы признали Шахина Герая новым крымским ханом. Шахин Герай переправился в Крым, где местные мурзы на собрании избрали его ханом. Арслан Герай был оставлен сераскиром Едичкульской орды, он жил за Кубанью на реке Лабе между темиргоевцами.
В марте 1777 года кубанский сераскир Арслан Герай попросил русские власти вернуть крепость Ени-Копыл ногайцам, живших здесь и в силу обстоятельств ушедших за Кубань. Русские отряды покинули Ени-Копыл и отступили в Эски-Копыл (Старый Копыл).
В декабре 1777 — январе 1778 года царевич Бахадыр Герай договорился с мурзами Едичкульской орды переехать к ним. Он хотел возвести своего сына Селима Герая в должность сераскира над всеми ногайскими ордами в Закубанье. Арслан Герай отправился в Тамань к Бахадыру на переговоры.
Арслан Герай, назначенный Шахином Гераем, сераскиром Кубанской орды, не обладал реальной властью над всеми ногайскими ордами. В своём письме к хану Арслан писал, что одна часть кубанцев перешла под власть мурзы Мусы Исламова, а другая перебралась в верховья Кубани. А при нем самом остались люди, «самые бедные и не в состоянии меня [Арслана Герая] содержать».
В январе 1779 года касаевские ногайцы, кочевавшие по реке Ташле, поросили о принятии их под власть хана Шахина Герая. Их сераскиром был его родной брат Арслан Герай.
В 1779 году российский генерал Александр Суворов встречался с Ставрополе с крымскими царевичами Арсланом Гераем и Бахадыром Гераем. Было достигнуто соглашение, по условиям которого русские солдаты не должны были наносить ущерб имуществу ногайцев, была установлена жестокая кара за мародёрство, прекращалось бесплатное снабжение русских солдат за счёт местных жителей.
В 1781 году в Крыму и на Кубани вспыхнуло восстание против российского ставленника, хана Шахина Герая. Повстанцы призвали в Крым на ханский престол старшего брата Шахина — сераскира абазин Бахадыра Герая. Свергнутый хан бежал в Еникале, где укрылся под защитой русского гарнизона. Кубанский сераскир Арслан Герай также выступил против Шахина Герая и поддержал своего другого брата Бахадыра, провозглашённого новым ханом. Бахадыр II Герай назначил Арслана Герая новым калгой.
Свергнутый хан Шахин Герай в сопровождении русских войск двинулся с севера на Крым. Калга Арслан Герай с войском прибыл в крепость Перекоп и возглавил оборону. Шахин дважды отправлял своих послов к брату, прося его пропустить русские войска вглубь полуострова. При приближении русской армии к Перекопу практически все крымское войско перешло на сторону хана. Арслан Герай спешно бежал к своему брату Бахадыру II Гераю.
Хан Бахадыр II Герай и калга Арслан Герай, в окрестностях Керчи соединившись с силами царевича Халима Герая, решили сопротивляться Шахину Гераю до последней капли крови. Однако к ноябрю 1782 года русские войска под командованием генерал-поручика А. Б. Бальмена и генерал-поручика А. В. Суворова подавили восстание в Крыму и на Кубани. Шахин Герай при поддержке русских войск вторично вступил в Бахчисарай и занял ханский престол. Войско повстанцев под начальством царевича Халима Герая было разбито русскими. Хан Бахадыр II Герай и калга Арслан Герай были схвачены под Керчью и доставлены в Карасубазар, где хан устроил над ними народный суд. Шахин Герай решил жестоко расправиться со своими братьями и другим лидерами повстанцев. Благодаря вмешательству русского командования, Бахадыр и Арслан избежали смерти и были заключены в Херсоне. Однако султан Халим Герай и ряд лидеров мятежников были казнены.